# كارلوس كاواي
كارلوس كاواي هو لاعب تنس الطاولة برازيلي، ولد في 1969 في سانت أندري في البرازيل.

## وصلات خارجية
- كارلوس كاواي على موقع منظمة تنس الطاولة العالمي (الإنجليزية)
- كارلوس كاواي على موقع اللجنة الأولمبية الدولية (الإنجليزية)
- كارلوس كاواي على موقع أوليمبيديا (الإنجليزية)